# Organización político-administrativa de San Vicente del Raspeig

Comarca del Campo de Alicante con el término de San Vicente del Raspeig en rojo.

El término municipal de San Vicente del Raspeig (provincia de Alicante, España) tiene una superficie de 40,55 km². Enclavado en la comarca del Campo de Alicante, su centro urbano dista 6 kilómetros del de Alicante, capital de la provincia. Limita: al norte, con Tibi y Jijona; al este, con Alicante, Muchamiel y Villafranqueza (barriada de Alicante); y al sur y oeste, con Alicante. San Vicente forma, junto con la ciudad de Alicante y las localidades de Muchamiel, San Juan de Alicante y Campello, un área metropolitana de 434.505 habitantes (INE 2006), que pertenece a su vez a un área metropolitana más amplia, denominada área metropolitana de Alicante-Elche.

## Partidas rurales

### Boqueres
Boqueres posee 1.663 habitantes (INE 2006). Está situada al norte del término municipal, linda con los términos de Tibi, Jijona, Muchamiel y Alicante. En ella se encuentran los núcleos urbanos de: Urbanización Villamontes, Colonia del Pozo San Antonio, Les Escoles, Lo ramos, La zona del vial dels Holandesos, etc. Es la zona más montañosa del municipio sanvicentero y en el Plan General de Ordenación Urbana se contempla una gran parte de esta partida como zona de protección ecológica. Esta partida rural carece de industria, a excepción de una cantera de áridos, y está previsto construir en esa zona un conjunto residencial con campo de golf incluido.

### Canastell
Situada al oeste del término, linda al norte y al oeste, con el término de Alicante, al este con la Carretera de Castalla y al sur con la carretera de La Alcoraya. Es una partida eminentemente industrial, careciendo de urbanizaciones o núcleos urbanos destacables. El PGOU contempla a esta zona como de preferencia industrial. Hay grandes reservas de terreno para la instalación de nuevas industrias. En esta partida está el único centro de almacenamiento para reciclaje del municipio. El polígono industrial más importante del municipio se encuentra en esta partida, envolviendo a la Carretera de Agost.
Como núcleos urbanos cabe destacar la urbanización Bonanova, el barrio Los Manchegos, L'Advocat y el Gantxo.

### Inmediaciones
Está situada al suroeste del término, lindando al norte con la carretera de La Alcoraya, al sur y al oeste con el término de Alicante y al este con la carretera de Alicante. En esta partida se encuentran enclavados la Universidad de Alicante, el centro Outlet San Vicente, la fábrica de cemento y la central eléctrica como industrias más importantes, además del matadero, el cementerio municipal y la estación del ferrocarril, también está el barrio El Tubo, formado por inmigrantes llegados a la población por los años 60. El casco urbano de San Vicente se está extendiendo por parte de esta partida rural, tras el cual se extiende una pequeña zona industrial que adquiere el mismo nombre. Lindando con esta partida, a espaldas de la Universidad, se encuentra el parque comarcal de bomberos.

### Raspeig
Cuenta con 1507 habitantes (INE 2006). Situada en el centro del término, linda a la derecha con el término de Muchamiel y a la izquierda con la Carretera de Castalla, al norte con la Partida de Boqueres y al sur con la Partida de Torregroses y el casco urbano de la población. En ella están enclavadas las urbanizaciones de Los Girasoles, cuenta con una gran superficie de protección agrícola, siendo la zona agrícola por excelencia del término; no hay prácticamente industria en esa zona, solamente resaltan como puntos importantes la existencia de un helipuerto en el Camino del Reloj y el Servicio de Distribución de butano en el Camí de la Baiona Baixa, además de algunas naves dispersas. En ella se encuentran los núcleos urbanos, del barrio Laborinquen y Soco, creados a final de los años 60, e integrados prácticamente por gente procedente de la inmigración, La Casa Groga, Ras-Pas, Pla Concheta, etc.
Actualmente está prevista la expansión del casco urbano hacia esta partida a través de la calle la Huerta, donde está el cuarto Instituto, todo ello en la denominada zona de la Almazara.

### Torregroses
Está situada al sur del término y linda con el término de Alicante al sur, con la Partida de Raspeig al norte, con el término de Muchamiel al oeste y con la Carretera de Alicante al oeste. Es una partida mitad residencial, mitad industrial. Destacan núcleos urbanos como la Colonia Santa Isabel, las urbanizaciones de El Sagrat, Haygón, Sol y Luz, el Rodalet, Los Mariquitos y Chereus. Como grandes industriales, tiene la parte posterior del Roalet y la zona de enfrente de la Universidad. Hay varios consesionarios de coches, almacenes de muebles, residencias universitarias, etc., así como la importante zona comercial de Sol y Luz, de auge en los últimos años.

## Historia de la organización administrativa de San Vicente del Raspeig
- Esquema interpretativo de las fases de la segregación de San Vicente del Raspeig y delimitación del término municipal entre 1812/1848.[1]

| Etapas                          | Fases                                            | Fecha                   | Partidas donde actuó la jurisdicción de San Vicente del Raspeig                                      | Observaciones                                                                       |
| ------------------------------- | ------------------------------------------------ | ----------------------- | --- | ----------------------------------------------------------------------------------- |
| Primer ayuntamiento: 1812-1814  | Expansión                                        | 16/08/1812 a 04/02/1813 | El Raspeig más la Cañada del Fenollar, Moralet y Verdegás                                            | No hay noticias sobre Fontcalent y La Alcoraya                                      |
|                                 | Restricción                                      | 05/02/1813 a 04/07/1814 | El Raspeig                                                                                           | Torregroses pasa a pertenecer a Alicante                                            |
| Segundo ayuntamiento: 1820-1823 | Expansión                                        | 15/03/1820 a 31/12/1820 | El Raspeig más la Cañada del Fenollar, Moralet, Verdegás y La Alcoraya                               | No hay noticias sobre Fontcalent                                                    |
|                                 | Restricción                                      | 01/01/1821 a 15/11/1823 | El Raspeig más la Cañada del Fenollar, Moralet y Verdegás                                            | La Alcoraya retorna a Alicante                                                      |
| Tercer ayuntamiento: 1836-1848  | Expansión                                        | 31/10/1836 a 20/12/1836 | El Raspeig más la Cañada del Fenollar, Moralet, Verdegás, La Alcoraya y Fontcalet                    | Felip Mallol se proclamó alcalde de Fontcalent y en 1838 de San Vicente del Raspeig |
|                                 | Consolidación                                    | 01/01/1837 a 15/03/1840 | El Raspeig más la Cañada del Fenollar, Moralet y Verdegás                                            | No hay noticias sobre Fontcalent y La Alcoraya                                      |
|                                 | Restricción                                      | Marzo/abril de 1840     | Los vecinos de Verdegás, la Cañada del Fenollar y Moralet reclaman agregarse a la ciudad de Alicante | Alicante reclama: Cañada del Fenollar, Moralet y Verdegás                           |
|                                 | Consolidación                                    | 01/05/1840 a 01/03/1842 | El Raspeig más la Cañada del Fenollar, Moralet y Verdegás                                            |                                                                                     |
|                                 | Acuerdo de la Comisión de Delimitación           | Febrero/marzo de 1842   | El Raspeig más Moralet, parte de la Cañada del Fenollar, Verdegás y Monnegre                         | Se acepta el acuerdo propuesto por comisionados de Agost                            |
|                                 | Agregación de San Vicente del Raspeig a Alicante | 14/07/1843 a 18/11/1843 | Cese del Ayuntamiento de San Vicente del Raspeig                                                     | Nombramiento de alcalde pedáneo en San Vicente del Raspeig                          |
|                                 | Consolidación                                    | 18/11/1843 a 11/03/1848 | El Raspeig más la Cañada del Fenollar, Moralet y Verdegás                                            | Los vecinos de todas las partidas piden agregarse a Alicante                        |
|                                 | Restricción                                      | 11/03/1848 a 16/06/1848 | Término municipal definitivo de San Vicente del Raspeig                                              | Pérdida de la Cañada del Fenollar, Moralet, Verdegás, La Alcoraya y Fontcalent      |

## Barrios
La división territorial en San Vicente del Raspeig no es clara ni oficial por parte del Ayuntamiento. Por un lado encontramos las partidas rurales, por otro lado, dentro de estas partidas, encontramos entidades de población como así las determina el INE en sus datos poblacionales anuales. Sin embargo habitualmente se habla en los medios de comunicación y los propios entes políticos del municipio sobre barrios o distritos. Estos barrios no se han manifestado oficialmente cuáles son ni sus denominaciones.
A continuación estos son algunos de los barrios tradicionalmente normalizados en San Vicente: Santa Isabel, Los Manchegos, El Tubo, Los Girasoles, El Sagrat, Laborinquen, Sol y Luz, Bonanova. Dentro de la zona urbana del municipio encontramos los barrios: Centro, La Almazara, Castellet, Ciudad Jardín-Portabella, Doctor Fleming, Parque Juan XIII, Parque San Vicente-Los Molinos, Vicente Savall, Goya, Pasaje Tibi, Plaza Santa Faz, Huerto de los Leones, Nuevo Ayuntamiento.

### Santa Isabel
El Barrio de Santa Isabel, cambió su nombre en 2004 tras decidirlo así el ayuntamiento de San Vicente del Raspeig, suprimiendo así la denominación anterior de Colonia de Santa Isabel.

## Distritos fogueriles
Con el transcurrir de los años, el número de Fogueres se fue incrementando, alcanzando las diez que actualmente se plantan en la ciudad. En el desarrollo de la fiesta, cada distrito elige a su Bellea mayor e infantil, posteriormente se realiza entre las belleas de los distritos, la elección de la representante de todas ellas, junto a dos más, es decir, la bellea del fco y sus damas de honor, tanto infantiles como adultas. Como actos de especial relevancia hay que destacar: la plantá de Hogueras y Barracas, ofrenda de flores a la patrona (virgen del Carmen), entrega de premios a los mejores monumentos fogueriles, desfiles, mascletás y bailes; culminan todos los actos con la Gran Cremà de todas las Hogueras, el último día de fiestas.